# خط ۳ متروی پاریس
خط ۳ متروی پاریس یکی از شانزده خط مترو پاریس است که ایستگاه پون دو لولوا-بکن(به فرانسوی: Pont de Levallois - Bécon) را به لووا-پره ( به فرانسوی: Levallois-Perret) وصل می‌کند. این خط در سال ۱۹۰۴ باز شد و بعد از آن چندین بار تغییراتی در آن داده شد و بزرگترین بازسازی آن در سال ۱۹۷۱ صورت گرفت. طول این خط ۱۱٫۶۶۵ کیلومتر است و پاریس را از غرب به شرق وصل می‌کند. در سال ۲۰۰۴، تعداد ۸۷٫۶ میلیون مسافر از این خط استفاده کرده‌اند و از لحاظ میزان رفت‌وآمد نهمین خط محسوب می‌شود.

## نقشۀ ایستگاه‌های خط ۳ متروی پاریس

نقشۀ خط ۳ مترو پاریس

## نگارخانه

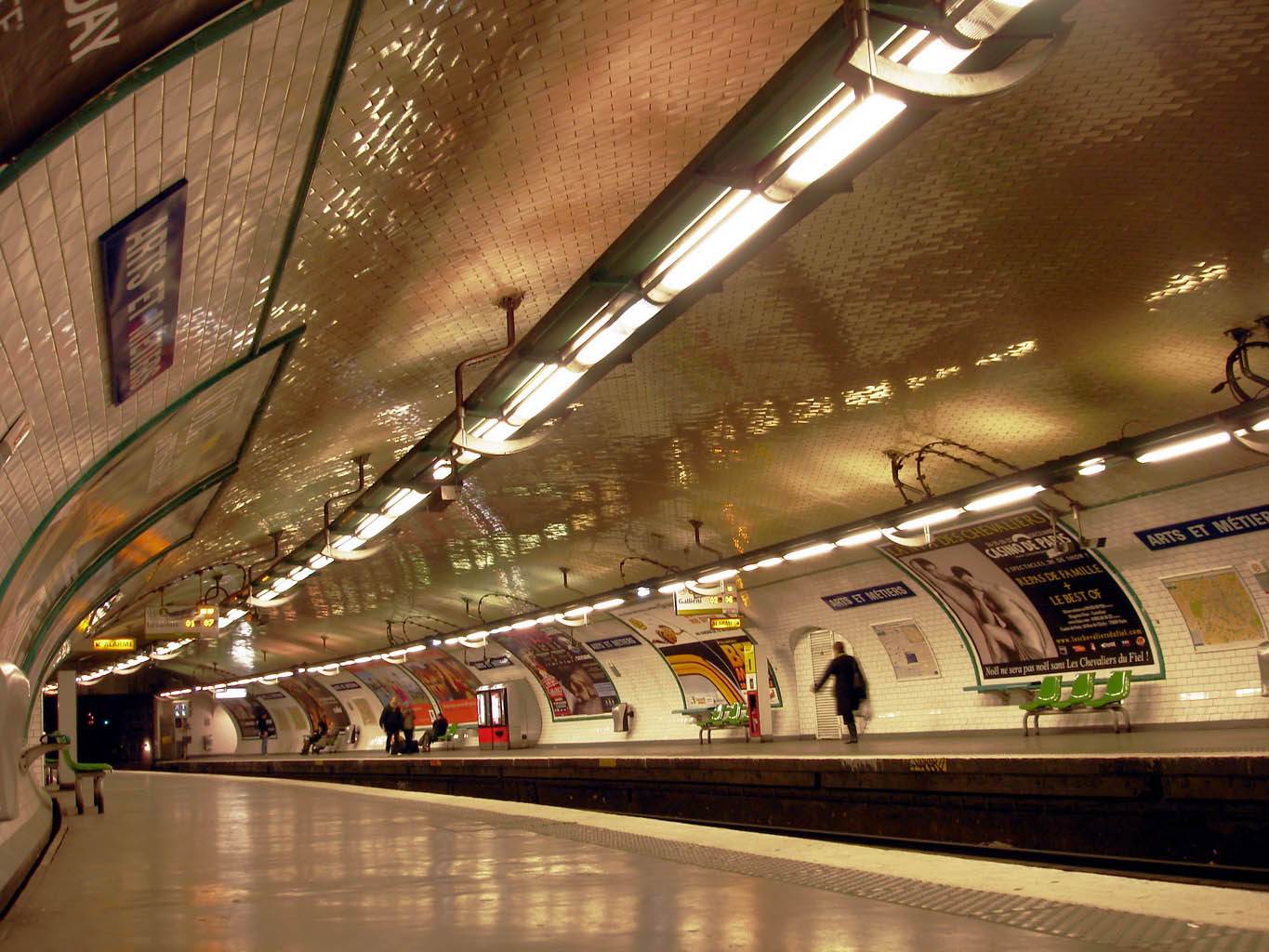
آر ا متیر
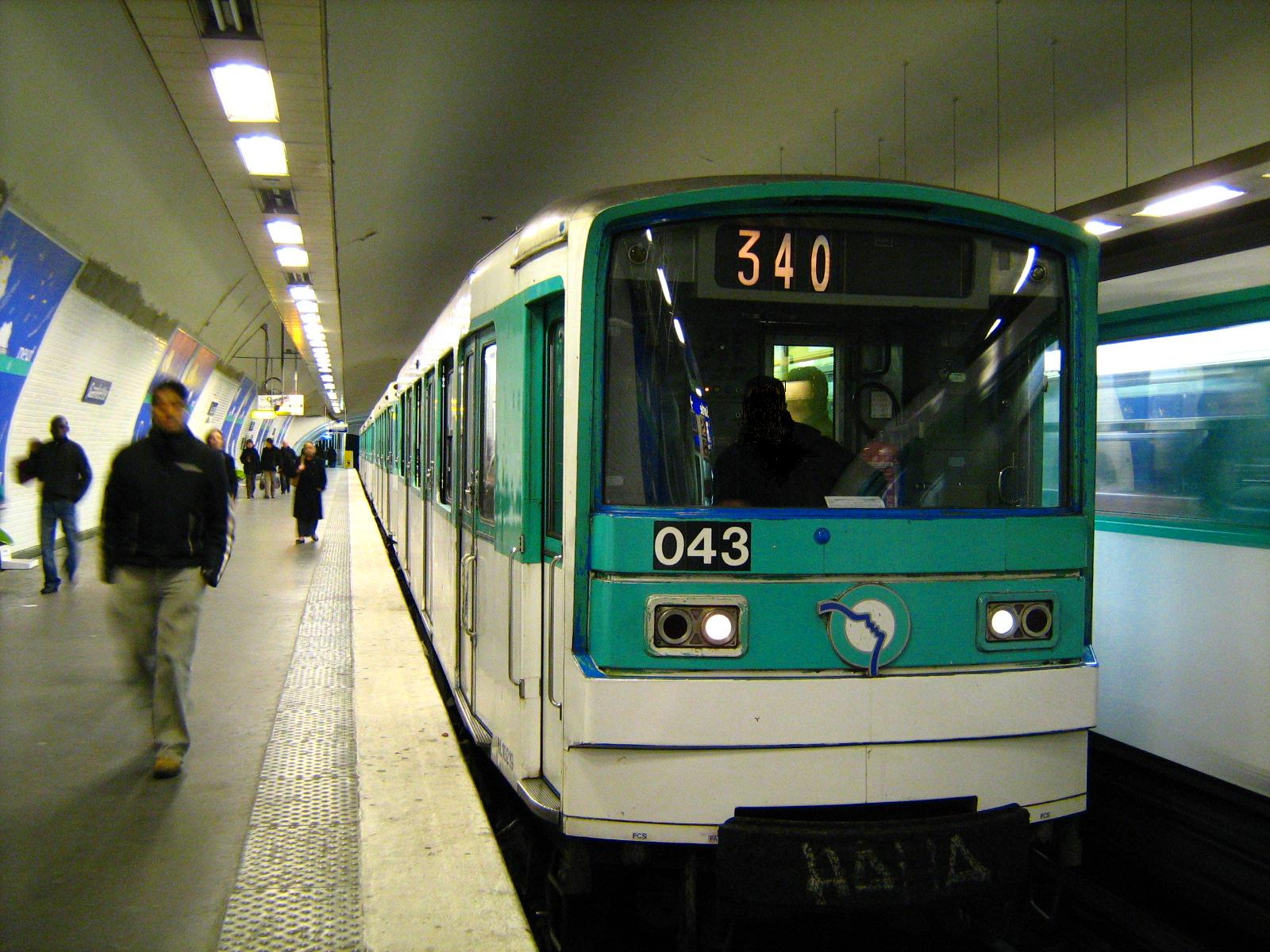
گامبتا
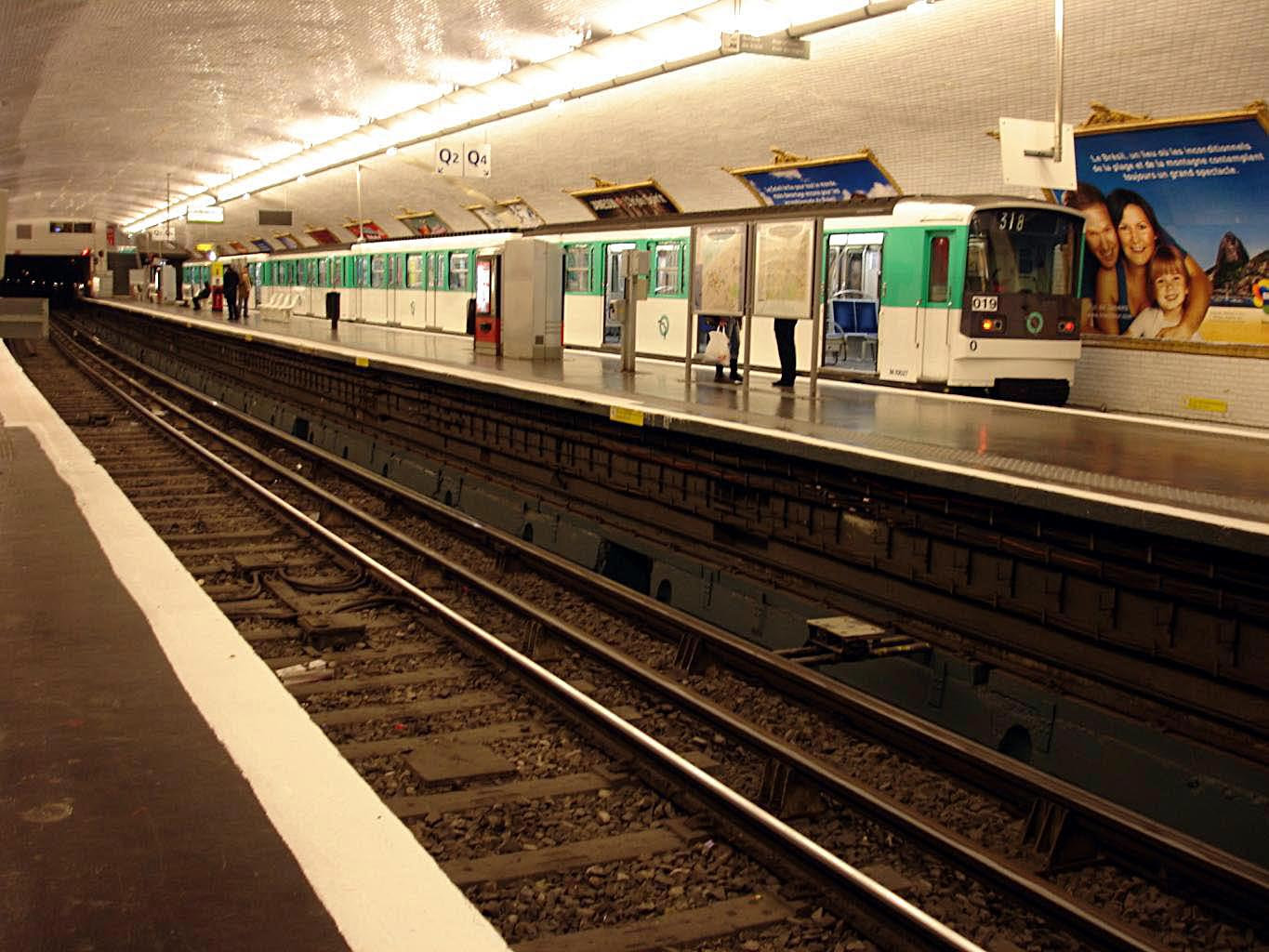
پون دو لولوا-بکن
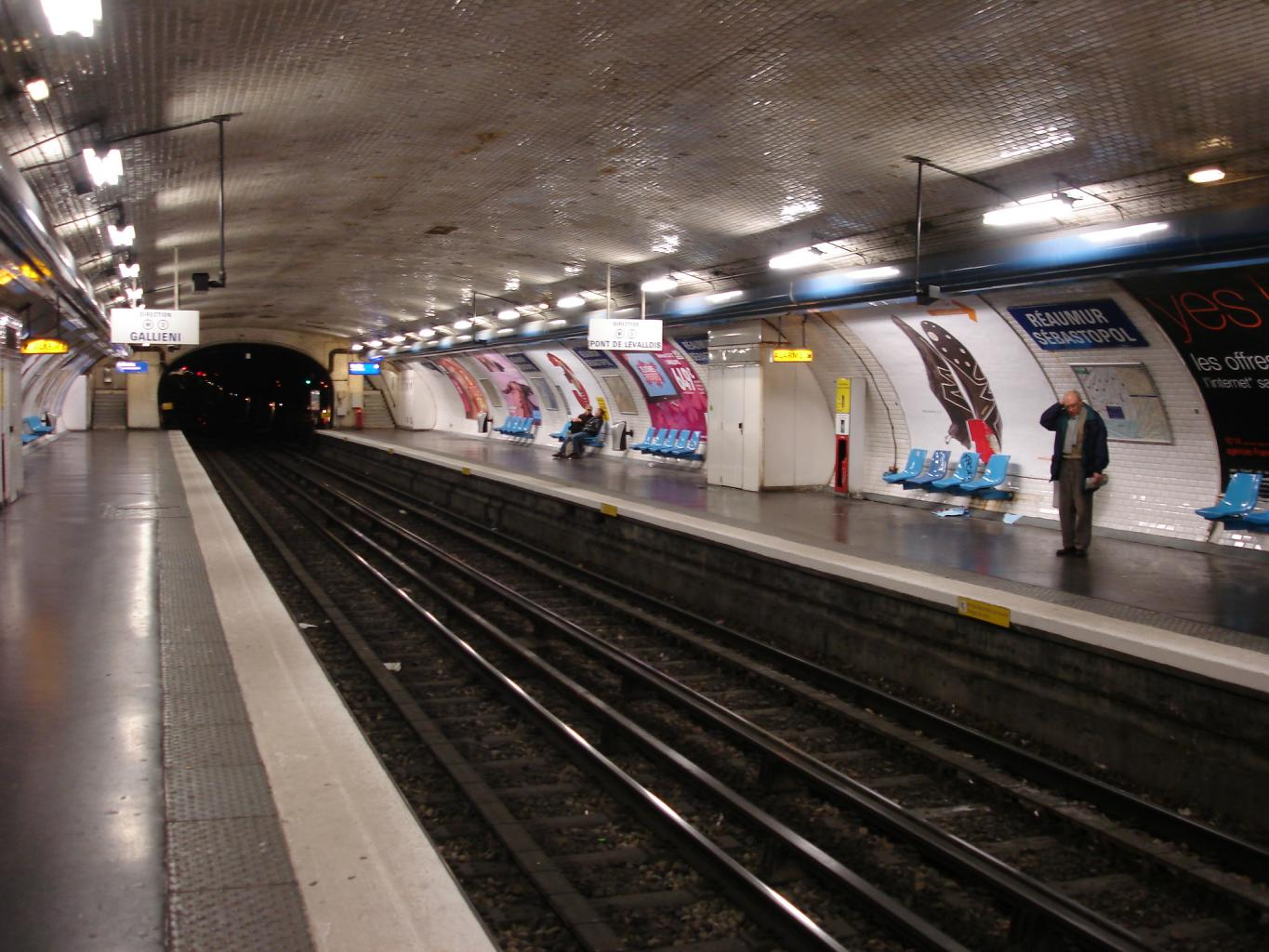
رمور- سبستوپل
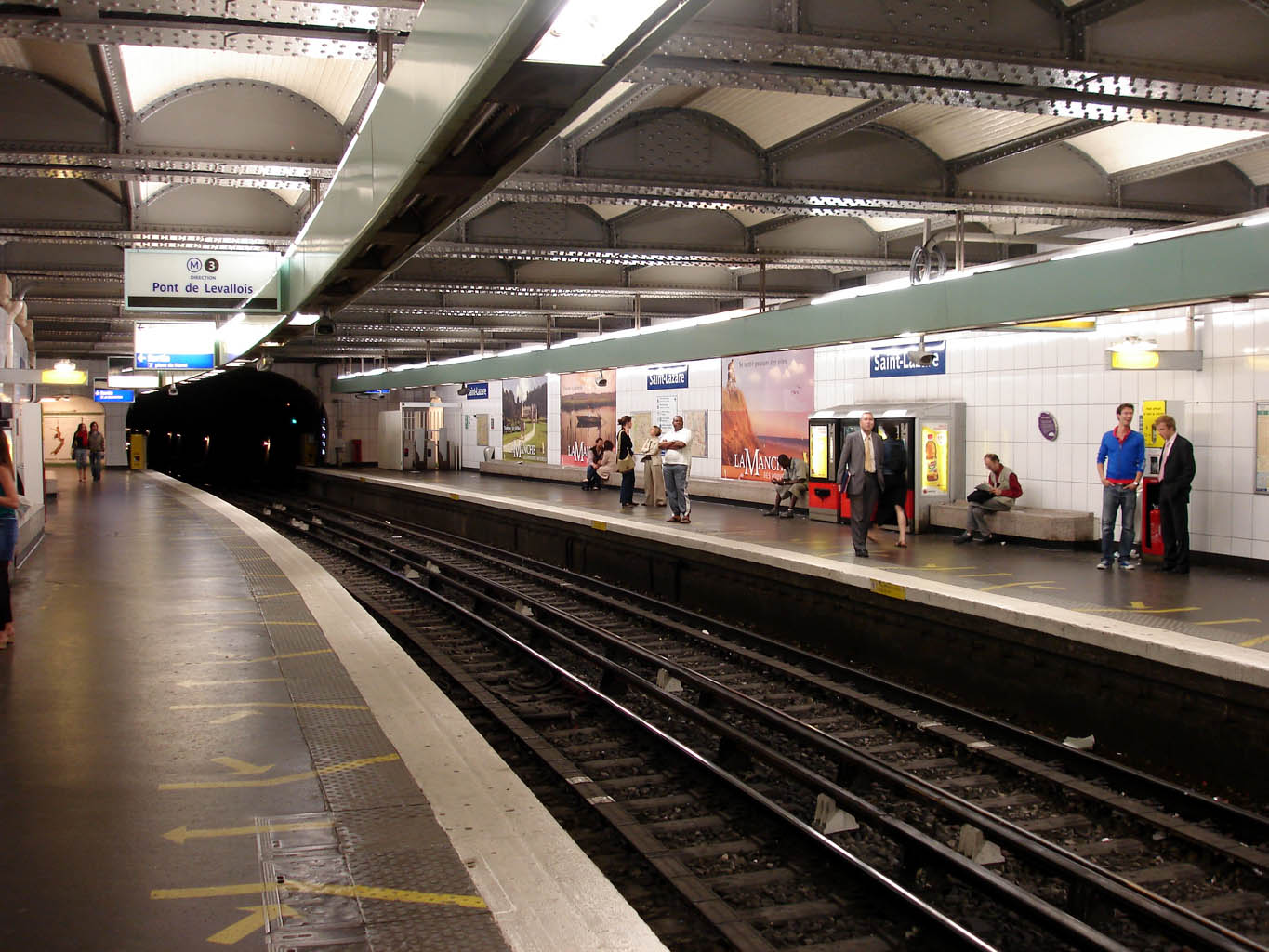
سن لزر
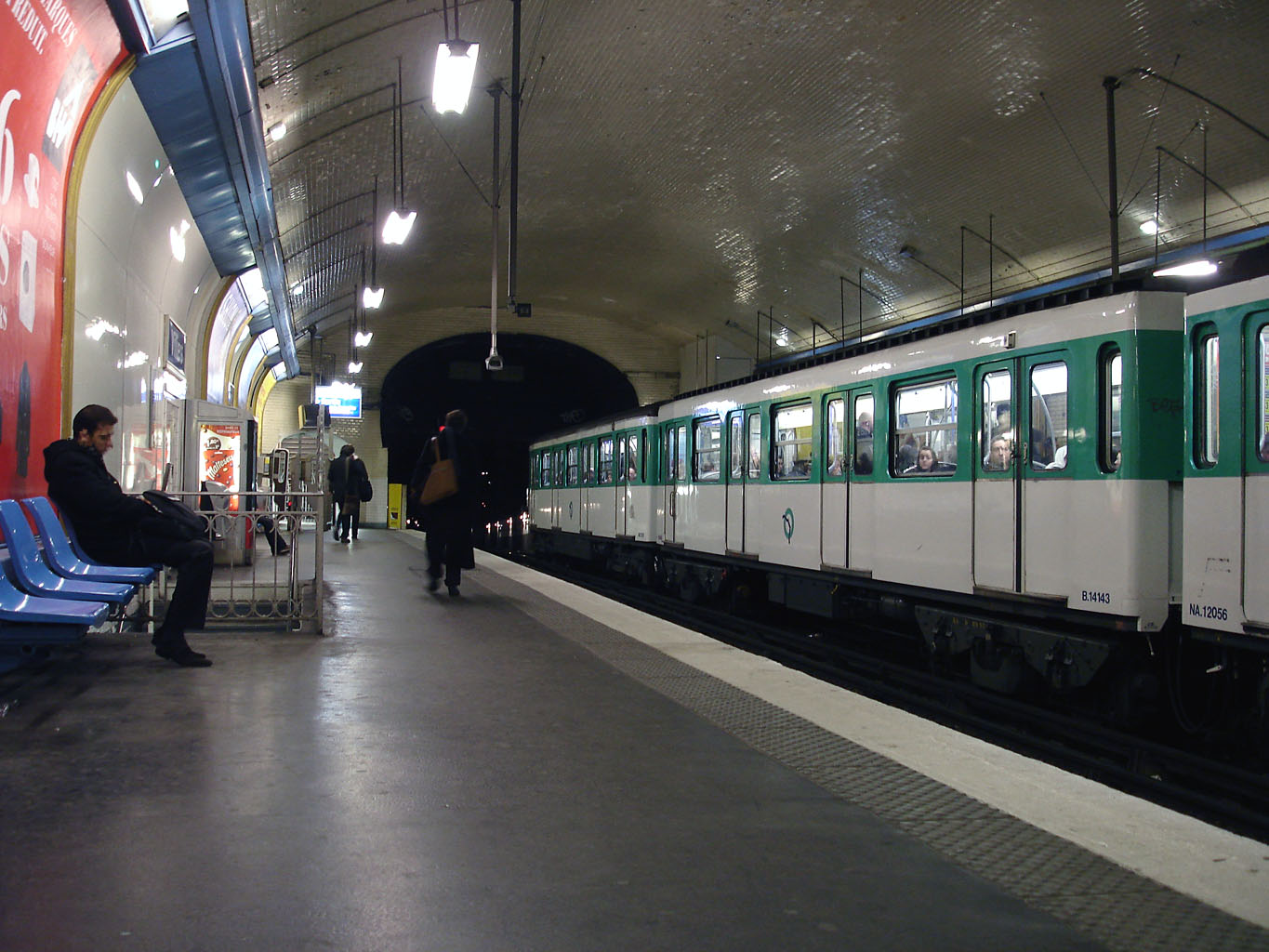
ویلیه